# 야나기하라역 (에히메현)
야나기하라역(일본어: 柳原駅 야나기하라에키[*])은 일본 에히메현 마쓰야마시에 있는 시코쿠 여객철도 요산선의 역이다. 역 번호는 Y49이며, 단선 승강장 1면 1선의 구조를 지닌 지상역이다.

## 역 주변
- 국도 제196호선

## 역사
- 1961년 6월 11일 : 개업.
- 1987년 4월 1일 : 민영화에 의해, 시코쿠 여객철도로 이관.

## 인접 정차역
| 시코쿠 여객철도 요산선      | 시코쿠 여객철도 요산선 | 시코쿠 여객철도 요산선    |
| --------------------------- | ---------------------- | ------------------------- |
| Y 48 이요호조 다카마쓰 방면 | 요산 선                | 아와이 Y 50 마쓰야마 방면 |